# Kargat (město)
Kargat (rusky Каргат) je město v Novosibirské oblasti v Ruské federaci. Při sčítání lidu v roce 2010 měl zhruba deset tisíc obyvatel.

## Poloha
Kargat leží v jihovýchodní části Západosibiřské roviny na řece Kargatu, pravém přítoku Čulymi. Od Novosibirsku, správního střediska celé oblasti, je vzdálen přibližně 180 kilometrů západně.

## Dějiny
Kargat vznikl jako vojenská stanice v polovině 18. století. Městem je od roku 1965.